# Umm el Faḥm
Umm el Faḥm (hebreiska: אם אל פחם) är en ort i Israel.   Den ligger i distriktet Haifa, i den norra delen av landet. Umm el Faḥm ligger 398 meter över havet och antalet invånare är 41 030. Staden är i huvudsak arabisktalande, vilket kan gissas av dess namn som betyder Träkolets moder. Anledningen till namnvalet är förmodligen att träkol producerades genom att hugga ner de omgivande skogarna. 

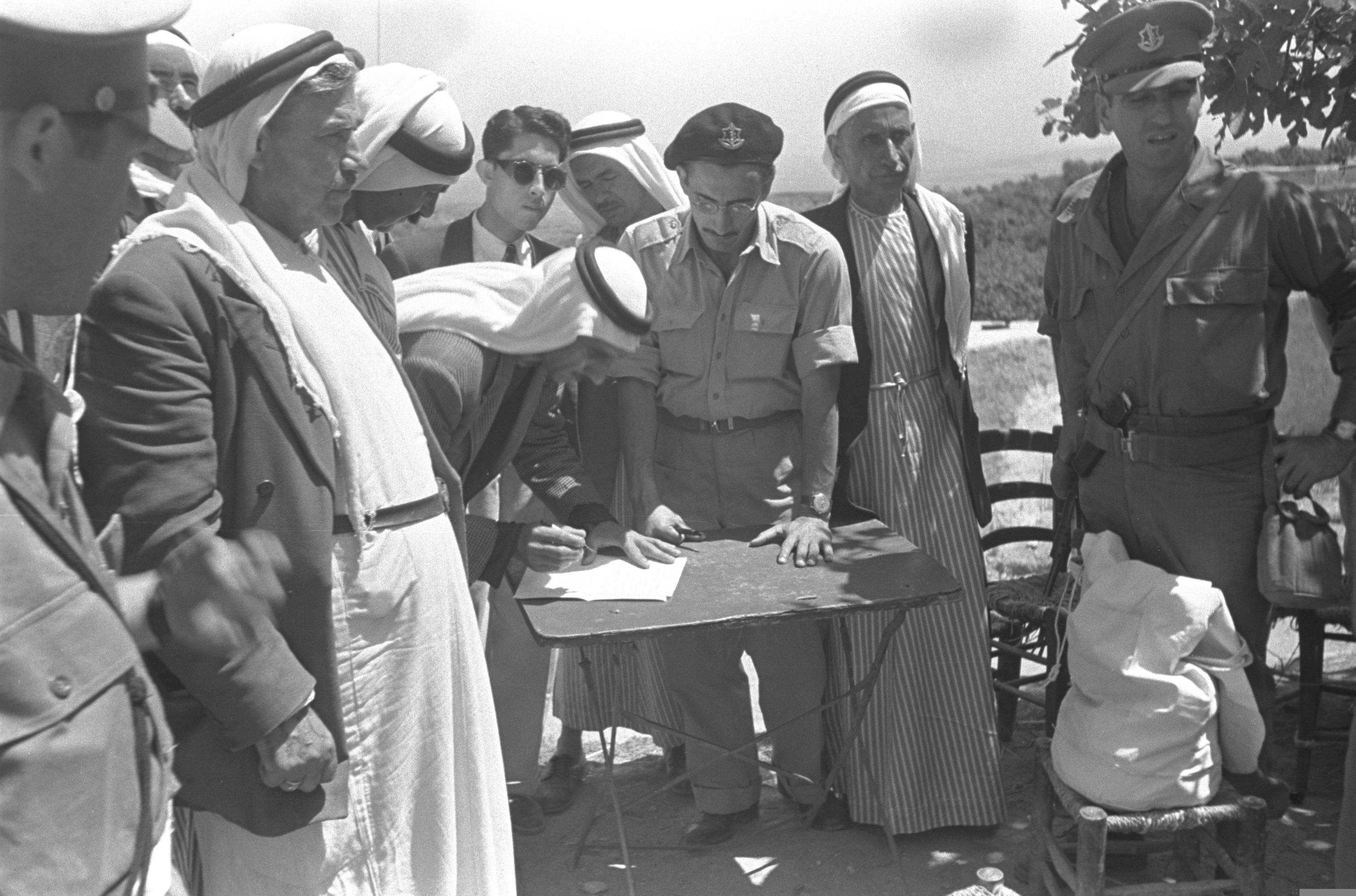
Undertecknandet av trohetseden till staten Israel 1949

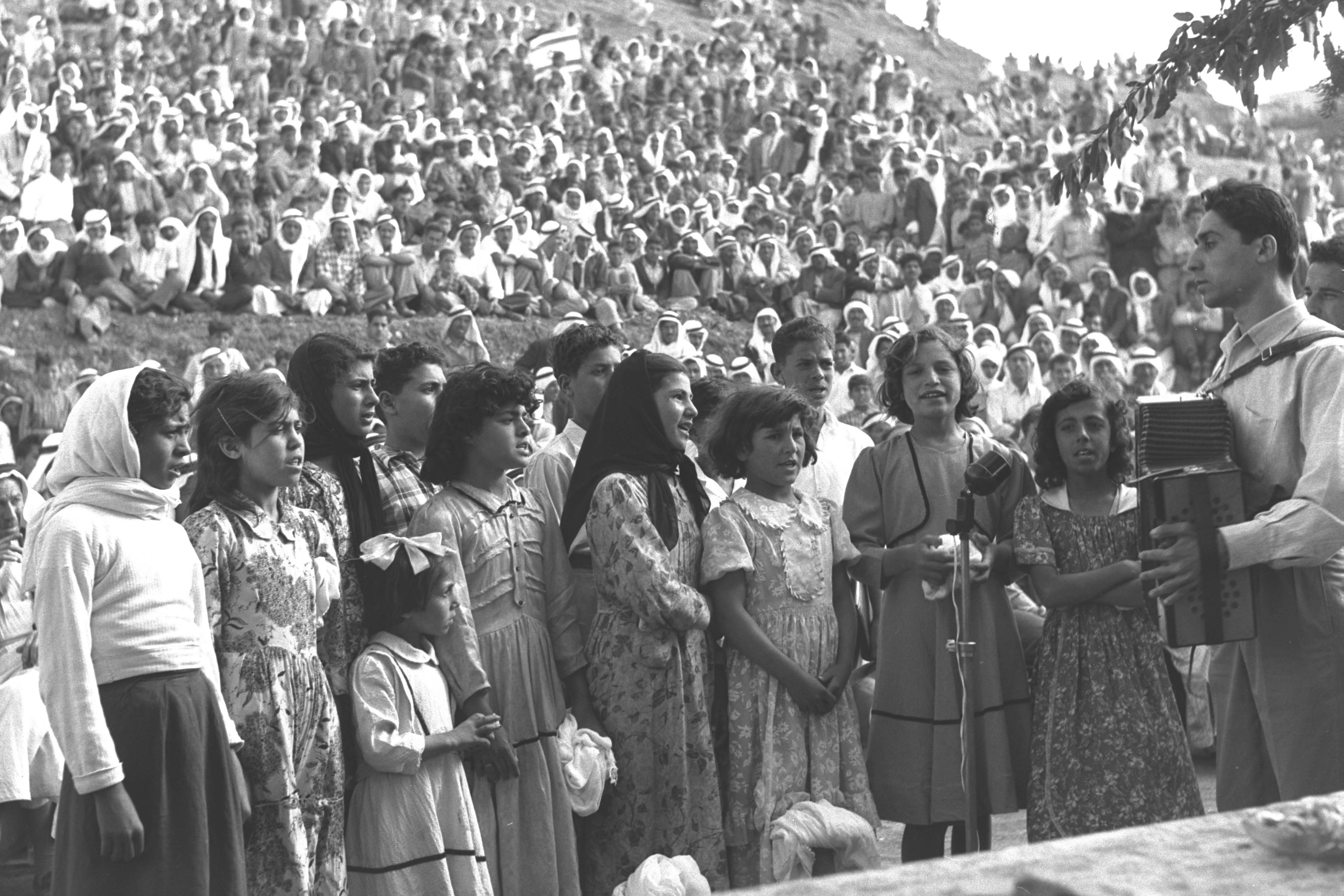
En barnkör från stadsdelen Al-Midan sjunger i samband med Israels självständighetsdag den 29 april 1958.

## Historia

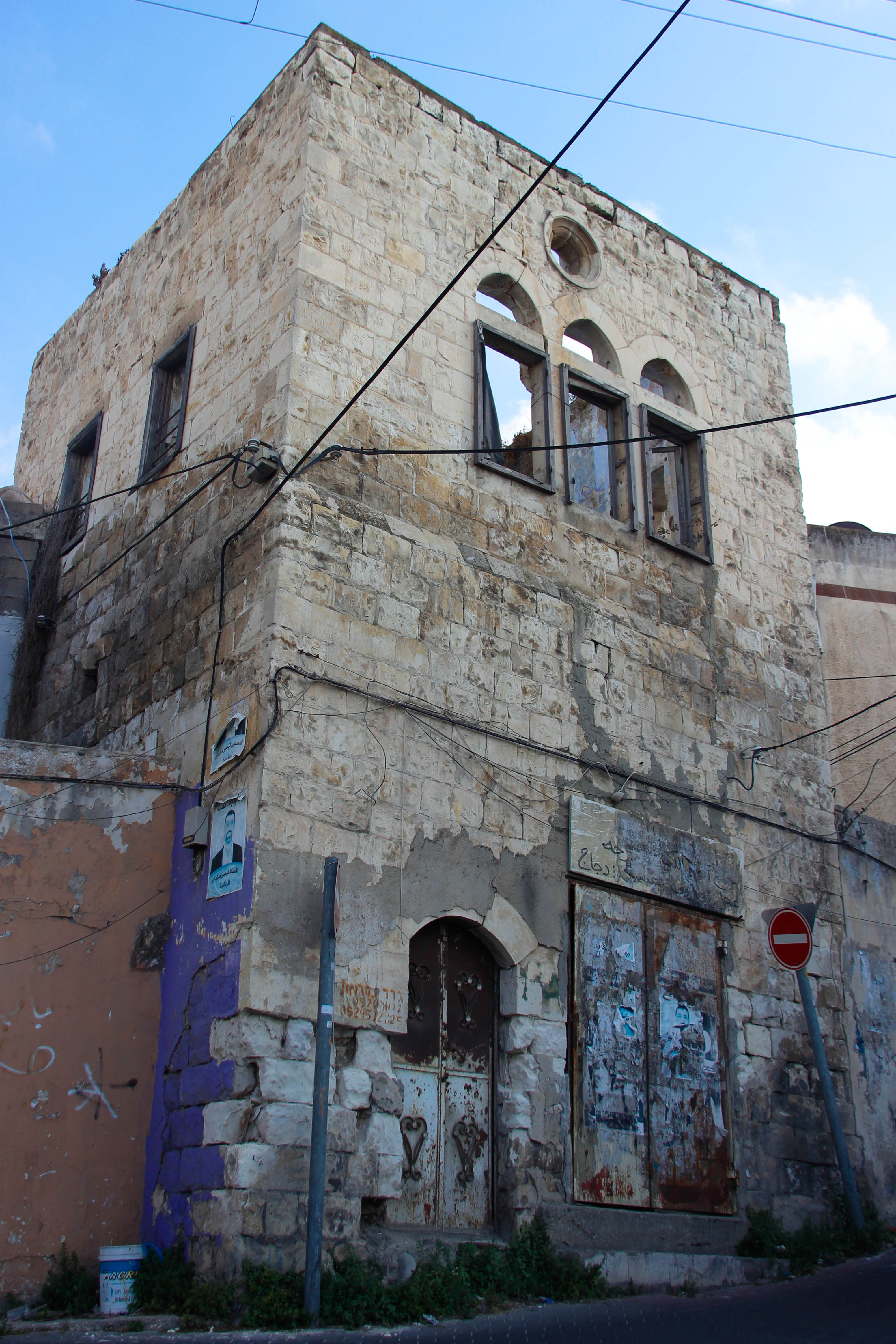
Historisk byggnad i Umm el Faḥm

Staden omnämns som by i de flesta historiska källor. 1265 betalade byn skatt till Mamluken Jamal al-Din al-Najibi, som var vicekung av Syrien. 1838 och 1852 ska enligt Edward Robinson det ha bott 20-30 kristna familjer i byn. 1883 bodde ca 500 personer i byn, av vilka 80 var kristna enligt PEF Survey of Eastern Palestine.
20 maj 1949 svor stadens ledare trohet till Israel. 1985 blev staden officiellt stad. 